# Ай-дере
Ай-дере или Нижнее (Нижний) Айдере - деревня на южном склоне Копетдага на крайнем юго-западе Туркменистана в Махтумкулийском этрапе Балканского велаята недалеко от границы с Ираном. Находится у впадения одноименной реки Ай-дере в реку Сумбар, в устье Ай-деринского ущелья.